# Liste der Kulturdenkmäler in Mülbach
In der Liste der Kulturdenkmäler in Mülbach sind alle Kulturdenkmäler der rheinland-pfälzischen Ortsgemeinde Mülbach aufgeführt. Grundlage ist die Denkmalliste des Landes Rheinland-Pfalz (Stand: 27. Juni 2022).

## Einzeldenkmäler
| Bezeichnung | Lage                       | Baujahr | Beschreibung                      | Bild |
| ----------- | -------------------------- | ------- | --------------------------------- | ---- |
| Kapelle     | Bachstraße, zu Nr. 13 Lage | 1876    | Kapelle; Putzbau, bezeichnet 1876 | BW   |